# Guasca (Cundinamarca)
Guasca es un municipio colombiano del departamento de Cundinamarca. Forma parte de la provincia del Guavio. Cuenta con una población de 14 759 habitantes para el año de 2005. Tiene una temperatura promedio de 15 °C y se encuentra a una altitud de 2700 m s. n. m., situándose entre los pisos térmicos frío y páramo. Se sitúa a 50 kilómetros al nordeste de Bogotá. 

## Toponimia

### Origen lingüístico[3]
- Familia lingüística: Chibcha
- Lengua: Muysccubun

### Significado
Guasca es una expresión derivada de las voces guajuca-guahuca-guasuca que expresan "falda de un cerro", "falda de un monte". Según otra versión, del historiador Joaquín Acosta Ortegon, Guasca significa ‘cercado de Cerros’. Guasca presenta los vocablos gua "cerro, cordillera", s "por, para", ca "lugar, fortaleza, propiedad". Ca representa el símbolo de la estrella del oriente y de igual manera la hora de madrugada; toda expresión acompañada del vocablo ca enuncia territorio sublimes asignados a grandes cacique.
Según se encuentra en la gramática del idioma muisca de fray Bernardo de Lugo, impresa en 1619, Guasca es un topónimo de origen muisca compuesto de dos vocablos: gua ‘sierra’ y shuca ‘falda’

Las figuras ſon dos, ſimple, y compueſta. Simple como gûa, por la ſierra, y guas hucà, por vn pueblo llamado Guaſca. El qual ſe compone deſtos dos N. guâ y shucà, que quiere decir la falda. Y porque eſte pueblo eſta poblado en la falda y pie de vna ſierrra, de ay es que ſe llama guâs hucà. Tomando la de[no]minacion, y ſignificado del ſitio a donde eſta.
Gramática en lengua General del Nuevo Reyno, llamada Mosca. folio 7r

### Origen / Motivación
Guasuca o Guasca fue la designación que la comunidad muysca le dio al lugar donde vivían y que se conservó cuando se fundó el pueblo de blancos

### Nombres históricos
- Guasuca (sigloXVI).

## Historia

### Época precolombina
En la época precolombina, el territorio del actual municipio de Guasca estuvo habitado por indígenas muiscas. Guasca pertenecía al territorio dominado por el Cacique de Guatavita, del cual era tributario el de Guasca. El poblado indígena estaba asentado en el cerro de Choche.

### Nuevo Reino de Granada
Guasca habría sido fundado en el mes de junio de 1600 por el Oidor de la Real Audiencia de Santafé, don Luis Enríquez, y repoblado el 7 de octubre de 1639 por el Oidor don Gabriel de Carvajal, el resguardo indígena en ese momento estaba dividido en dos poblaciones y estas a su vez en capitanías o "barrios familiares" que se enumeran a continuación.
| "Apellidos" indígenas | Vecinos españoles                               |
| --- | ----------------------------------------------- |
| De Gacha: Paypa, Chala, Bentiba, Chitiva, Himte, Vamuhiqui, Sucuntiba, Setiba, Pirasueba, Quincha, Guatiba y Nibia | Juan de Orejuela,                               |
| De Guatazipa: Timuntiba, Cusque, Ray, Quelguentiba, Chemtiba, Chintiba, Quatama, Quilquintiba, | Andrés Garzon                                   |
| De Sucuncho: Sucunchoque, Patiba, Sasmeneque, Cacencipa, Siativa, Chinquita, Canchuya, Ganchona, Caxamarca, Zitiva, Gualencipa | Marcos Suárez                                   |
| De Güia o Yia: Botiva, Chuagala, Chutiba, | Francisco de Torres                             |
| De Chochencipa: Chingueta, Chala, Sutacipa, Quenicha, | Francisco y Enrrique R (Rodríguez posiblemente) |
| De Cuenca: Quenquenabuy, Gantiba, Gametiba, y varios Colorado | Sebastián Trujillo                              |
| De Siecha: Sisca, Bisque, Siscatiba, Guacique, Tibacucha, Guaquira, Guasguani, Siquaratiba, Chique | Geronimo de Curro                               |
| De Usetibaque: Usentiba, Cantiba, Gamtiba, Mentiba, Pisentiba, |                                                 |
| De Fauientiba y Chuchoque: Mentiba, Botiba, Chuchoque, Puche, Chucholatiba |                                                 |
| Igualmente, había ya varios apellidos españoles entre los indígenas, como Vargas o González y, de acuerdo con sus actividades, como Sacristán, Panadero, Molinero, entre otros; y sus características, como Cantor, Largo, Manco, entre otros. |                                                 |

Guasca a diferencia de otros pueblos vecinos no tuvo encomendero sino que estuvo administrado por la Real Corona igual que Fontibón y Cajicá.

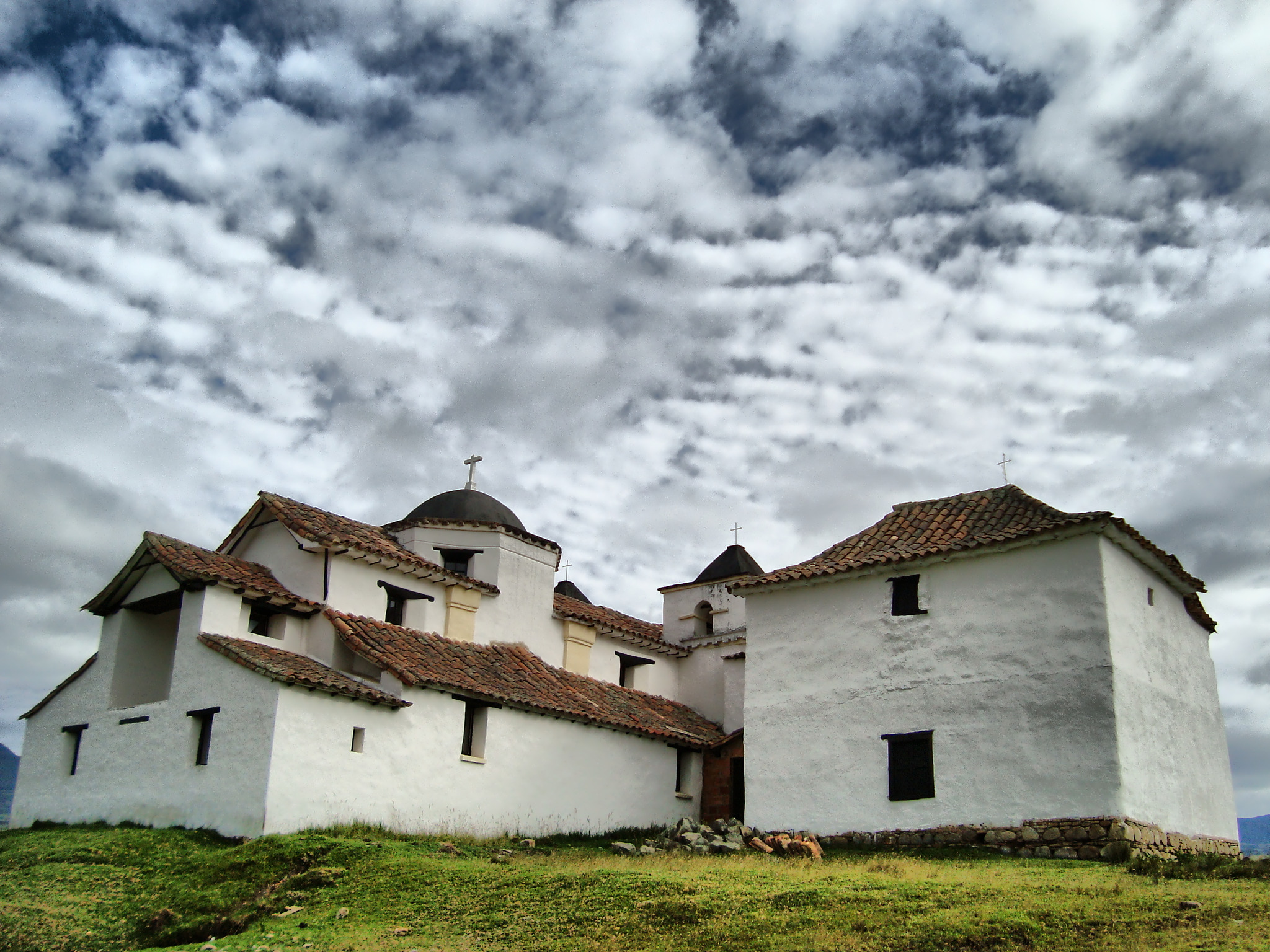
Capilla de Siecha.

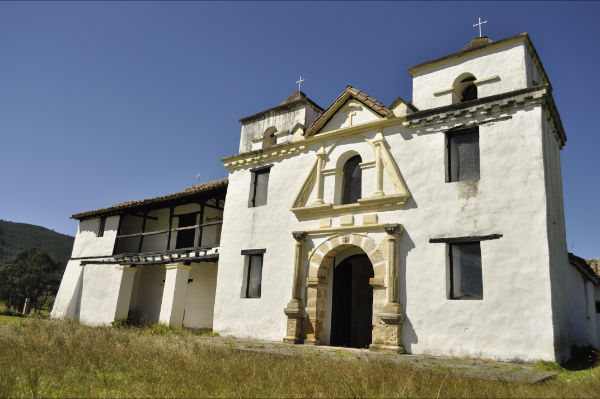
Parte frontal capilla de Siecha, de la hacienda de Siecha que comprendía desde el sur de Guasca hasta Fómeque, construida por la familia Tovar en el S XVIII.

El pueblo fue consagrado a San Jacinto, su santo patrón, y luego lo fue a Nuestra Señora del Rosario. El empadronamiento de ese año dio un total de 1.049 indígenas. El primer cura doctrinero de la población fue Fray Agustín de Pedraza, de la orden de Santo Domingo, quien también fue prior del convento de San Jacinto de Guasca.
En Guasca vivió y comenzó a escribir su obra El Carnero el cronista Juan Rodríguez Freyle; parte de la obra estuvo basada en relatos de su amigo don Juan, Cacique de Guatavita, en 1537. En 1672, Fray Pedro de Aranda comenzó a firmar los libros de bautizos, entierros y casamientos.

### Virreinato de Nueva Granada
El 14 de enero de 1758 inició visita el oidor de Joaquín Aróstegui y Escoto, siendo cura Fray Manuel de Velasco; había 622 indígenas, de los cuales 314 eran tributarios. Por auto final de 18 de enero de 1758 se asignó para parcela del Llano de Colorados para hacer una casa hospital que atendiera a pobres, enfermos y viudas. El padrón de vecinos, verificados el 17, dio 123 cabezas de familia con 616 personas. En la visita el Fiscal Francisco Antonio Moreno y Escandón de 16 de febrero de 1779, se registraron 638 indígenas. Dentro del resguardo vivían 15 blancos y, según fray José López del Pulgar, había 174 familias de vecinos mestizos, con 1050 personas en total. En 1760, fue construida una iglesia con buena estructura, que fue demolida a principios del siglo XX para la construcción de la actual, a cargo del padre Jerónimo Camacho.
En la población existían dos parcialidades o Uta importantes Guasca que se encontraba en el cerro Choche y Siecha cerca a la actual Capilla de Siecha, pero más tarde trasladó sus actividades doctrinarias y administrativas al lugar en que se encuentra actualmente el centro urbano. Guasca fue erigida en parroquia en el año 1778.
A comienzos del siglo XIX en el pueblo convivían indígenas, mestizos y criollos, pues varias familias desde la colonia estableciéron sus latifundios en el municipio y tendrían un fuerte arraigo y liderazgo local, participando durante la colonia y la república en disputas políticas, sociales e incluso religiosas como el pleito contra el cura Eusebio Ramírez de Arellano (fuente bibliográfica de donde se obtienen los datos que se exponen a continuación). Entre estas familias figuran, los Tovar que eran dueños de la hacienda La Calera y la hacienda de Siecha, ellos se unirian maritalmente  con los Garzón y Rodriguez Melgarejo, además arrendaban sus tierras a Avellanedas, Casas, Rodriguez, Díaz, Peña, Pedraza, Galvis entre otros, quienes sirvieron como jornaleros y se mezclarían poco a poco con los naturales y vecinos. Los Garzones y Acostas a mitad del XVII heredaron y compraron tierras al oriente hacia al Guavio; los Sarmientos y Gonzales de Lugo hacia el norte y el occidente (estos se unirián a los Ospina a comienzos del siglo XVIII) los Venegas descendientes del encomendero de Guatavita hacia el norte. Todas estas familias conservarían y heredarían la tierra gracias a las uniones maritales, incluso hoy en día se conservan muchos de estos apellidos.
Entre los indígenas se destacarían y mantendrían los Botiva, Sastoque, Colorado y Gantiva principalmente.

### La República
Guasca tuvo un papel importante en la configuración de la república, en 1819 poco después de la batalla de Boyacá, el 10 de agosto de 1819 cuando por allí pasaban los españoles derrotados. Según el historiador Joaquín Acosta Ortegón su bisabuelo Luis Acosta, organizó a los Guascas, y 

armados de garrotes, machetes, hachas y rejos de enlazar, arremetieron contra el resto del ejercito del Rey, ocasionándoles no pocas bajas y obteniendo muchos prisioneros, y más que todo la dispersión y el aniquilamiento completo del tirano que por varios siglos usufructúo de sus victimas cruel y torpemente.

Luego en la "Conspiración Septembrina", el guasqueño Don Mariano Ospina Rodríguez fue acusado del complot, viéndose obligado a huir de Bogotá y esconderse en el páramo de su pueblo natal, Guasca, donde había nacido en 1805 en la vereda que hoy lleva su nombre (que entonces se llamaba "La Sauceda"). Después junto con su hermano Pastor, otros familiares, amigos y peones crearía otra guerrilla al servicio de los conservadores con la que participaría en la Guerra civil colombiana de 1851 contra el gobierno de José Hilario López, quien había realizado reformas de carácter liberal que afectaban los intereses de terratenientes, principalmente la abolición de la esclavitud y la separación entre iglesia - estado. 
Las guerrillas de Guasca participarían en otros sucesos defendiendo los intereses de carácter conservador y de sus coterraneos Pastor y Mariano, por ejemplo en la Guerra de las soberanías en 1862 se tomaron Bogotá durante 7 días contra el régimen de Tomas Cipriano de Mosquera , luego de que este venciera un año antes al gobierno de Mariano en Subachoque, quien refiriéndose a estos dijo: 

No son sino cuadrillas de salteadores amparados en el pretexto de sostener cualquier causa política, pero que sólo tienen en mira satisfacer mezquinas venganzas y enriquecerse con los despojos de lo que arrebatan a los hombres pacíficos.

Al parecer estos Ospina descienden de los primeros conquistadores del nuevo reino, que se convertirían en encomenderos y terratenientes en Neiva, una de las ramas familiares terminaría estableciéndose en Facatativa, y luego en Guasca y sus alrededores donde se unieron a otras familias de la región, que participaron también de la vida pública como los Acosta, los Hoyos entre otros, dedicándose principalmente a la agricultura como terratenientes o campesinos, y participando activamente de la política local en cargos públicos, hasta la mitad del siglo XX.

### SiglosXXyXXI
En una finca en Guasca se preparó el coche bomba del atentado del 30 de enero de 1993 en el centro de Bogotá.
En enero de 2019 la parroquia de San Jacinto de Guasca, que pertenece a la diócesis de Zipaquirá, fue proclamada por el Papa Francisco como Basílica Menor, en virtud de su imponente arquitectura y su legado histórico. La Santa Misa de Proclamación fue celebrada por Monseñor Héctor Cubillos Peña, Obispo de Zipaquirá, y por otros tres Obispos invitados. En la Basílica se venera al Santo Cristo Milagroso de Guasca, imagen tallada por Eladio Montoya, la cual fue entronizada en el altar mayor a principios del siglo XX. La dignidad de Basílica le da al templo de Guasca el privilegio de usar umbráculo (una especie de sombrilla ubicada en el altar mayor), y una campana llamada tintinábulo, que en la antigüedad servía para anunciar la llegada del Papa en las procesiones.
La Basílica de San Jacinto junto con la Catedral de la Santísima Trinidad, San Antonio de Padua y Nuestra Señora de la Asunción de Zipaquirá y la Basílica del Santo Cristo, Divino Salvador y San Diego de Ubaté son los templos más grandes y más importantes de la diócesis de Zipaquirá.

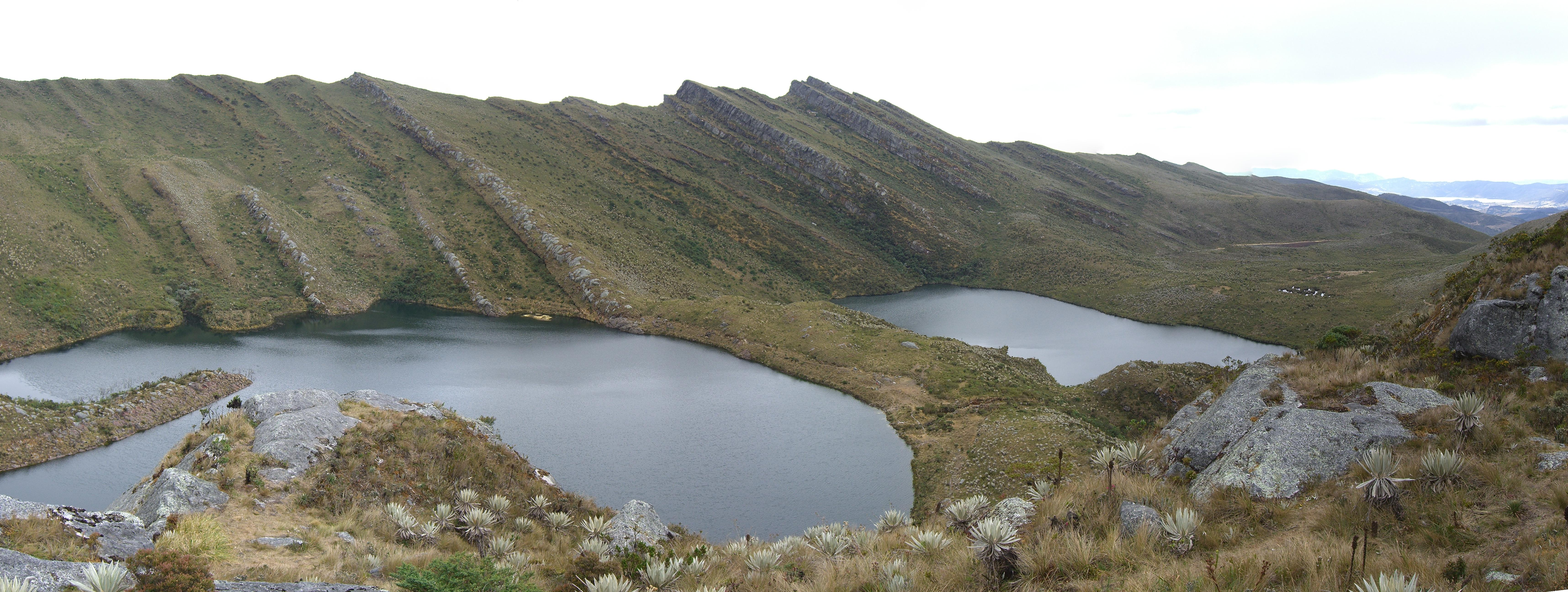
Lagunas de Siecha, lugar sagrado para los muiscas.

## Geografía
Los tres ríos que corren de oriente a noroccidente, se unen antes de entrar a los municipios de Tocancipá y Guatavita para formar el río Tominé, el cual desemboca en la Represa de Tominé, que rodea el área urbana de Guatavita. Los tres ríos son:
- rio Aves: Por el norte de la población. Cerca de él se encuentran las aguas termales de Aguas Calientes Vereda Santa Bárbara.
- rio Chipatá: El primero hacia el sur de la población.
- rio Siecha: El segundo, más hacia el sur.

### Límites municipales
| Noroeste: Tocancipá | Norte: Guatavita | Nordeste: Guatavita |
| Oeste: Sopó         |                  | Este: Junín         |
| Suroeste: La Calera | Sur: La Calera   | Sureste: Junín      |

## División Político-Administrativa
Además de su cabecera municipal, Guasca tiene bajo su jurisdicción los siguientes centros poblados:
- Gamboa (El Placer).
- La Cabrerita.

Además, el municipio está compuesto con las siguientes veredas:

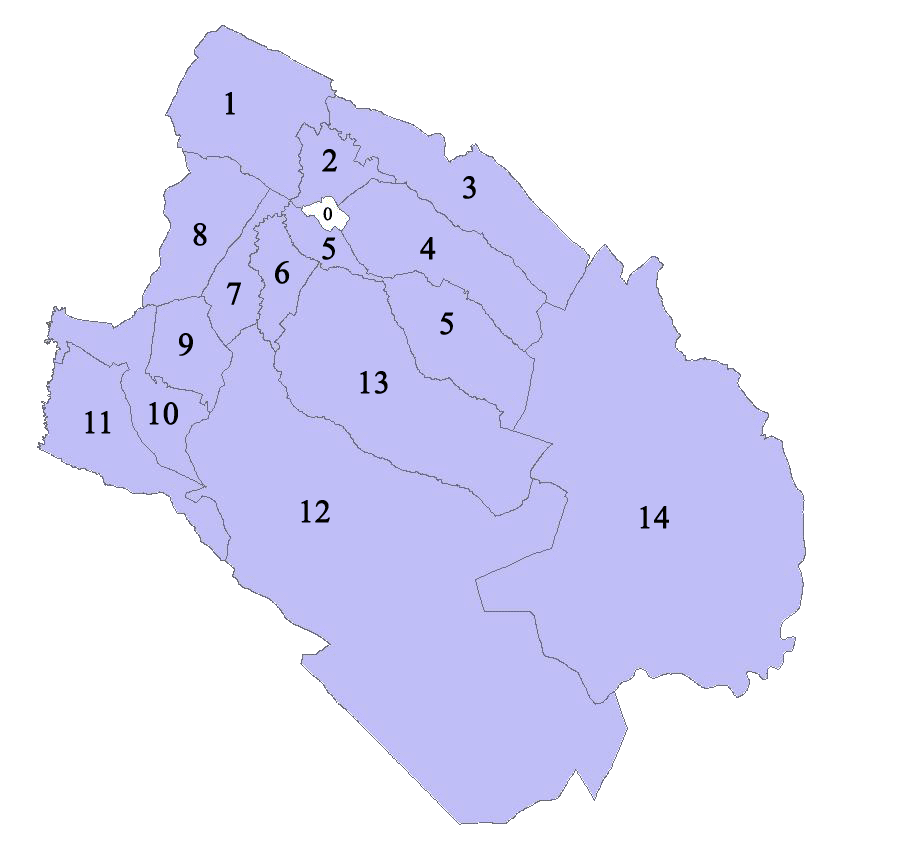
División administrativa y política de Guasca.

1: Santuario
2: Flores
3: Santa Bárbara
4: Pastor Ospina (en memoria del hermano de Mariano Ospina Rodríguez)
5: La Floresta (Primer y segundo sector)
6: San José
7: San Isidro
8: Mariano Ospina (Antes La Sauceda)
9: Santa Lucía
10: El Salitre (Salitre Alto y Salitre Bajo)
11: Santa Isabel de Potosí
12: La Trinidad
13: Santa Ana
14: Concepción

## Economía
El municipio en su mayor parte es rural y los  renglones más importantes de la economía son la agricultura, la ganadería, la floricultura y la piscicultura;en la parte agrícola se destacan los cultivos de papa, cebolla, zanahoria y fresas; en la ganadería en su mayoría se dedica a la producción de leche y la floricultura emplea un alto porcentaje de la población debido al gran número de empresas de rosas y claveles.

## Lugares Turísticos
- Basílica de San Jacinto
- Reserva Biológica Encenillo
- Parque central
- Aguas termales "Aguas Calientes"
- Lagunas y Capilla de Siecha

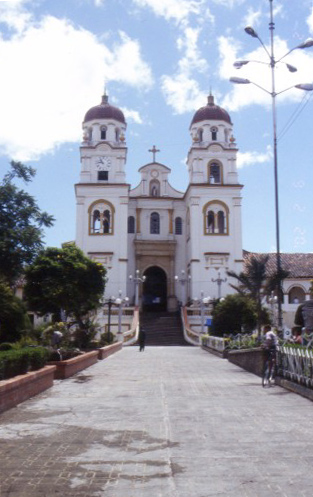
Basílica de San Jacinto.

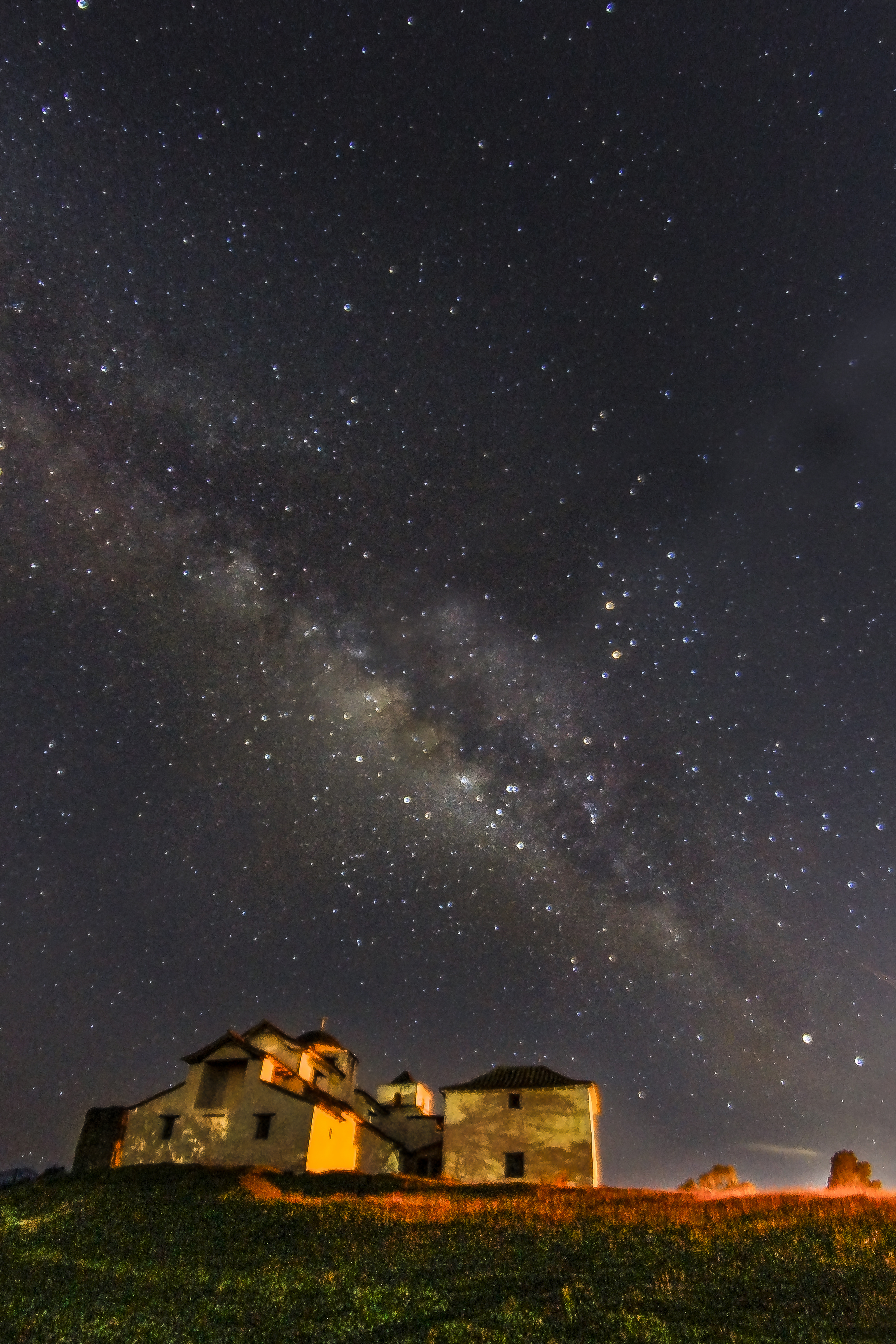
La Capilla de Siecha.

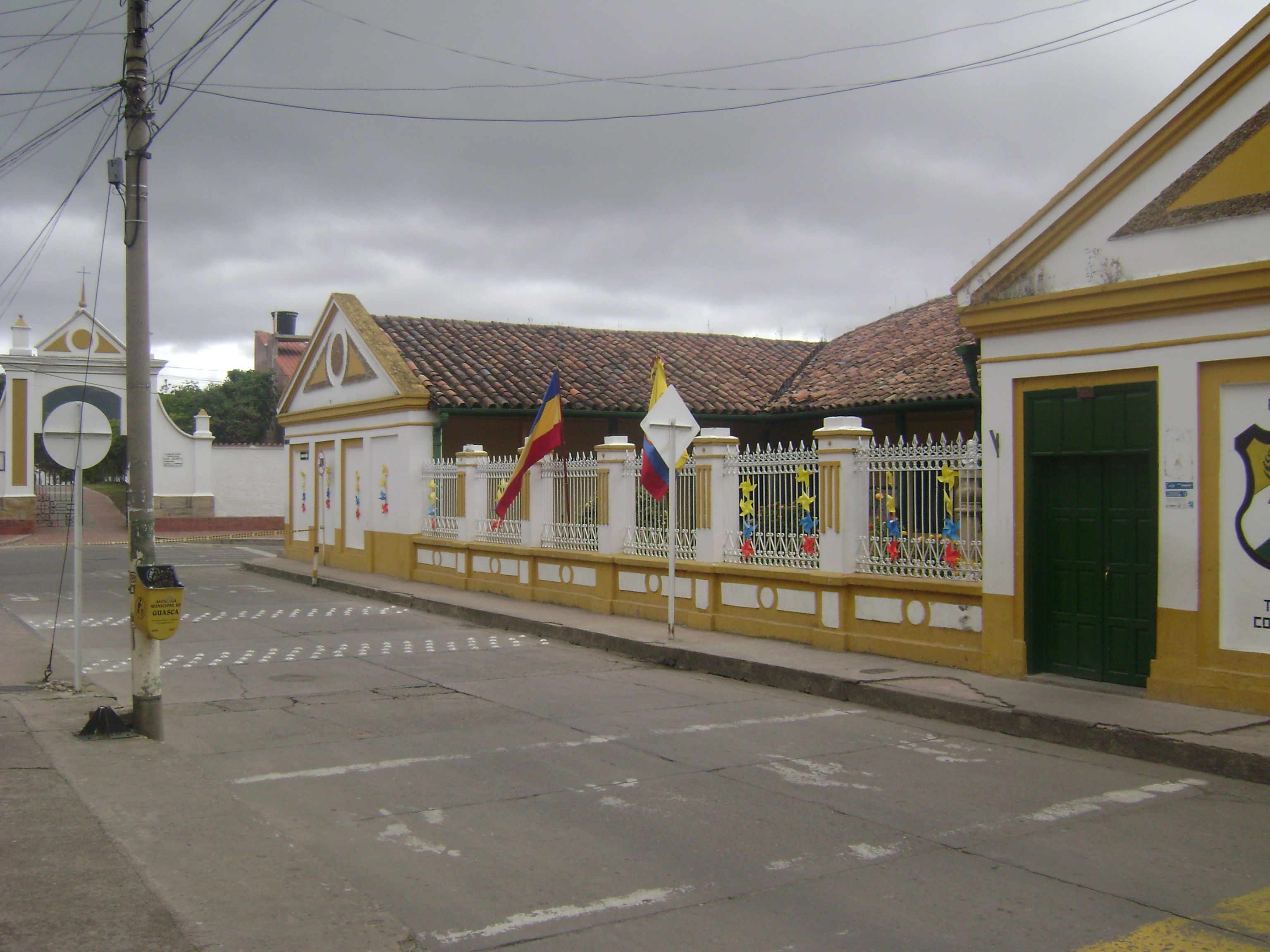
Calle de Guasca, al fondo escuela fundada por Santiago Ospina; renombrada en honor de su hijo Mariano.

- Reserva Forestal Protectora Regional Cerros Pionono y las Águilas
- Páramo Grande de Guasca
- Casa Grande
- Normal Nacional Mariano Ospina Rodríguez
- Colegio Domingo Savio
- Lista de Escuelas de primavera
- Petroglifo Pajarito, patrimonio arqueológico de la nación
- Reserva Natural de la sociedad civil El Chochal de Siecha

## Personajes
- Mariano Ospina Rodríguez (Guasca 1805 - Medellín 1885) Fundador del partido conservador y presidente de Colombia
- Pastor Ospina Rodríguez (Guasca 1809 - Guatemala 1873) Diputado y gobernador de varias provincias
- Luis Benito Ramos Rodríguez (Guasca 1899 - Medellín 1945) Fotógrafo
- Luis María Murillo Quinche (Guasca 1896 - Bogotà 1974) Entomólogo
- Absalon Avellaneda Bautista (Guasca 1949-) Artista plástico
- Leopoldo Pinzón (Guasca, 1939) Cineasta, subdirector y docente de la Escuela de cine de San Antonio de los Baños, Cuba
- Eugenio Colorado (Guasca 1914) Sindicalista
- Pbro. Julio Avellaneda Díaz (Guasca) sacerdote que dirigió la reconstrucción de varios templos.
- Miguel Avellaneda Acosta (Guasca 1886- Sopó 1943) Médico, director del hospital de Guasca y fundador del Hospital de Sopó en 1939, filántropo de huérfanos y pobres
- Vicente Rodríguez, Fundador de Arbeláez, Cundinamárca. en 1870 junto con otros guasqueños cuyo nombre ha borrado el tiempo.
- Ramón Acosta (Guasca) General de la República.
- Carlos Ernesto Rodriguez Cortes (Guasca) General de la República Policía Nacional.